# Meland
Meland este o comună din provincia Hordaland, Norvegia.